# Creperia Trifena

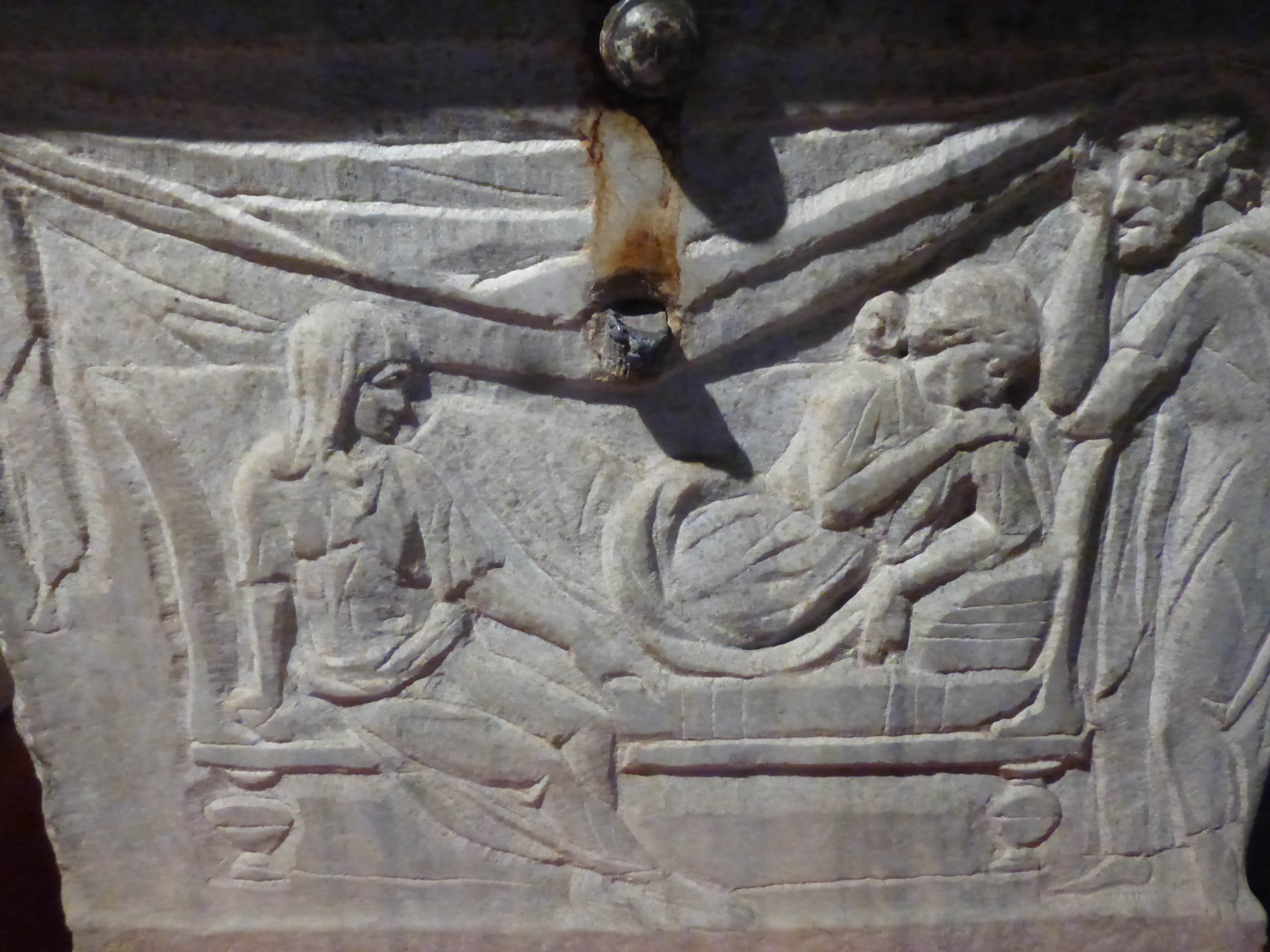
El bajorrelieve del sarcófago de Trifena.

Creperia Trifena fue una joven romana, de menos de 20 años, cuyo sarcófago fue encontrado durante las obras de excavación iniciadas en 1889 para los cimientos del Palacio de Justicia y para la construcción del puente Umberto I sobre el Tíber en Roma. Entre los objetos del rico ajuar funerario encontrados dentro de su sarcófago, había una muñeca de marfil.

## Descubrimiento

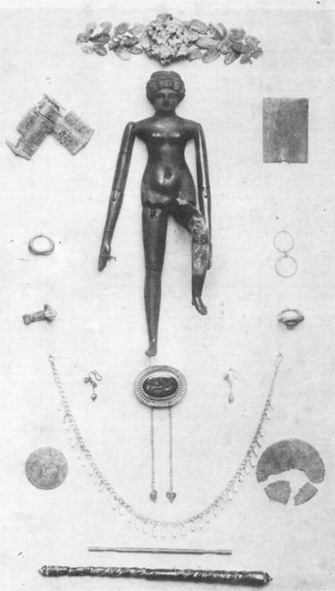
Fotografía tras la excavación de la muñeca y el ajuar hallados en el sarcófago de Creperia Trifena, descrito por el orfebre y anticuario Augusto Castellani.

Durante la excavación salieron a la luz varios hallazgos arqueológicos, entre ellos un grupo de cinco sarcófagos enterrados entre mediados del siglo II y mediados del III d. C.; de ellos, dos todavía sellados llevaban el nombre de miembros de una misma familia: Creperia Trifena y Creperio Euhodo. Los dos sarcófagos habían sido enterrados en el fondo de un pozo posteriormente rellenado con tierra, y estaban colocados uno al lado del otro y decorados sólo por dos lados, como si se tratara de un entierro doble. 
Sobre uno de los lados cortos de la caja de mármol del sarcófago dedicado a Creperia Trifena, estaba grabada una escena con un profundo bajorrelieve alusivo a la muerte de la muchacha. Se la representa reclinada en el lecho de muerte, con la cabeza apoyada sobre su hombro izquierdo. Al lado de la cama, cerca de sus pies, está sentada una matrona velada, mirando fijamente a la difunta. Apoyado de pie en la cabecera del lecho, un hombre maduro que viste una clámide y presenta un profundo dolor. Sin duda, sus padres.
El ajuar funerario, presente únicamente en el sarcófago de Trifena, incluía numerosos adornos de oro; además, junto a su esqueleto había una muñeca de marfil,  inicialmente creída hecha de madera de roble, de fina factura y con miembros articulados. Para los romanos que en la mañana del 12 de enero de 1889 tuvieron noticia de este descubrimiento excepcional cerca del puente Umberto I, deparó una gran sorpresa. Cuando se abrió el sarcófago, que aún estaba sellado, sumergida en el agua filtrada procedente del cercano río Tíber, apareció como una ninfa. El arqueólogo Rodolfo Lanciani,  presente en las excavaciones, escribió:

"Quitando la tapa y mirando el cadáver a través del cristal del agua clara y fresca, nos sorprendió extrañamente el aspecto del cráneo, que parecía todavía cubierto por su espeso y largo cabello que ondeaba sobre el agua. La fama de tan admirable descubrimiento atrajo rápidamente a multitudes de curiosos del vecindario cercano, de modo que la exhumación de Creperia Trifena se realizó con los más solemnes honores, y el recuerdo de ella permanecerá largos años en el barrio de Prati. El fenómeno del cabello se explica fácilmente: a través del agua filtrada, los bulbos de una planta acuática que producía filamentos de ébano muy largos había penetrado en el hueco del sarcófago, y estos bulbos habían colocado preferiblemente sus barbicinas sobre el cráneo. El cráneo estaba ligeramente girado hacia el hombro izquierdo y hacia la amable figura de la muñeca..."

El esqueleto intacto de la muchacha, que al momento del deceso contaba unos dieciocho años, portaba varias joyas y una corona de hojas de mirto asegurada por una horquilla hecha con pequeñas flores de plata.  Creperia lucía unos pendientes de oro y perlas y un collar de oro con colgantes de berilo.  Su túnica de lino blanco, de la que aun quedaban trazas, estaba sujeta por un broche de oro adornado con un bisel de amatista grabado con un grifo persiguiendo a un ciervo. 
En uno de los dedos de Trifena se encontraba un anillo de oro que tenía una placa de cornalina grabada con la palabra "Fileto", lo que hizo suponer al poeta Giovanni Pascoli que se trataba del anillo de compromiso con el nombre de su prometido. La presencia de la muñeca en el ajuar funerario de quien ya no era una niña sugiere que murió en vísperas de su boda, sin haber tenido tiempo de donar sus juguetes a Venus o Diana en la ceremonia de "despedida de la infancia". Como en muchas culturas antiguas, el paso a la vida adulta lo simbolizaba en las mujeres el matrimonio, mientras que para los varones había un rito de paso. Aunque muchos elementos textiles y perecederos habían desaparecido con el trascurrir de los siglos, parece que fue enterrada con el vestido de novia, una túnica blanca ceñida bajo el pecho con un cordón con un nudo ritual (que el novio desataba la noche de boda), ceñido con la corona nupcial de mirto el flammeum, fino velo azafranado, cubriría su tocado y rostro. Inspirado en el hallazgo, Pascoli compuso un poema en latín que presentó con ocasión de la boda de la hija del honorable Benzoni, en aquel tiempo ministro de Instrucción Pública y su amigo y protegido en Roma:  

Vitrea virgo sub aqua latebas

at comans summis adiantus undis 

nabat. An nocti dederas opacae

spargere crinis?
Te escondiste, doncella, en el agua transparente,

y tus cabellos de helecho nadaban sobre la ola.

¿Habías concedido a la noche oscura

el privilegio de esparcirlos?

### La muñeca de Trifena
La muñeca, de 23 cm de alto,  no es un juguete común sino más bien un objeto "prestigioso",  una obra de arte, con un rostro finamente esculpido, casi como si fuera un retrato. 
La habilidad técnica del artesano que lo creó se destaca también en el cuerpo con articulaciones móviles; piernas y brazos están conectados al tronco con pequeños pasadores.  Este tipo de articulación permite movimientos anatómicamente correctos de las extremidades y denota un nivel de artesanía extremadamente alto. Probablemente la muñeca estuviera diseñada para llevar ropa contemporánea en miniatura, como las muñecas a la moda modernas, ya que -a diferencia de su tronco- sus manos, pies y cabeza fueron tallados con gran detalle. 
Cerca de la muñeca se descubrieron los restos de un cofrecito de marfil  que originalmente también se creyó que era de madera. Representaba el joyero de la muñeca. En uno de sus pulgares, la muñeca tenía insertado un llavero del tipo utilizado por las romanas para los joyeros y cajas de cosméticos.  Casi desintegrado, su contenido se había esparcido un poco, el ajuar a pequeña escala de la muñeca constaba de dos espejitos de plata, dos pequeños peines de hueso, además del mencionado anillo de oro tipo llave, otro con un engaste, dos diminutas perlas perforadas, parte de unos pendientes, una perla y dos cuentas de pasta de vidrio, además de restos de espirales doradas perteneciente todo posiblemente a un collar, y también una horquilla y algunos fragmentos de una esponja de baño.   

## Origen de la familia
Se ha identificado a Trifena como una joven que vivió a mediados del siglo II d. C.  El terminus post quem del entierro se puede obtener a través del peinado de la muñeca, peinado con elementos a la moda romana introducida por la emperatriz Faustina la Mayor (r. 138-140) (unión compleja en la nuca de pequeñas trenzas que se juntan en la parte superior de la cabeza)  y los del emperador Marco Aurelio (r. 161-180) con la emperatriz Faustina la Menor (r. 161-175) (cabello partido en la frente que desciende con ondulaciones hinchadas y suaves que enmarcan el rostro y cubren parcialmente las orejas).  Una datación más precisa de la muerte de la muchacha se puede deducir del estilo del bajorrelieve tallado en el lado corto de su sarcófago, típico del estilo en los años en torno al 170.
Los nombres de los fallecidos sugieren un origen griego de la familia; no está claro si ellos mismos eran libertos (esclavos liberados) o descendientes de libertos. Una conexión con la casa imperial parece plausible, ya que la parcela donde se encontró la tumba –parte de los Horti Domitiae en el Ager Vaticanus  – había pertenecido al tesoro imperial desde la época de Nerón.  Es de destacar que según las fuentes epigráficas, durante el siglo II d. C. varios miembros de la gens Creperia -a la que pertenecían estos liberti- estuvieron activos en la parte oriental del Imperio Romano.

## Exhibición
Tras el descubrimiento, los dos sarcófagos de Trifena y Euhodo fueron expuestos hasta 1928 en la sala denominada "dei sarcofagi" en el Museo del Palacio de los Conservadores, parte de los Museos Capitolinos.  En 1929 fueron trasladados al recién creado Antiquarium Comunale en el Celio; los dos sarcófagos fueron expuestos sin las tapas, permitiendo a los visitantes ver los esqueletos y los objetos del ajuar de la dama dispuestos "del mismo modo en que habían sido colocados al principio".
En 1939, tras el desalojo y el hundimiento parcial del Antiquarium, los dos sarcófagos y el ajuar volvieron a los depósitos de los Museos Capitolinos y se expusieron sólo en ocasiones especiales; las joyas en Turín en 1961 con motivo de la gran exposición sobre "El oro y la plata de la antigua Italia" por el centenario de la unidad de Italia, y todo el conjunto en una exposición en el Palazzo Caffarelli de 1967 a 1971.  Esta fue la primera vez que se estudió el ajuar funerario en su conjunto.  Los dos sarcófagos, junto con la muñeca y su propio pequeño ajuar, se exhiben ahora de forma permanente en el Museo Centrale Montemartini (parte de los Museos Capitolinos) en la vía Ostiense de Roma. 